# Богатищев, Василий Иванович
Богатищев Василий Иванович (9 января 1926 г., казачья деревня Богатищево Хотынецкого района Орловской области, СССР — 5 сентября 2007, Орел Орловская область Российская Федерация, Похоронен на мемориальном комплексе воинских захоронений Свято-Троицкого кладбища города Орла) — ветеран Великой Отечественной войны. Участник разгрома Квантунской армии, освобождения Китайской Народной Республики и завершения последнего этапа Второй Мировой войны. Полковник внутренней службы, основатель и первый начальник отдела фельдъегерской службы Орловской области при Министерстве связи СССР (1968—1989 гг.). Кавалер Ордена Отечественной войны II степени (1985 г.), Благодарность Верховного Главнокомандующего вооруженными силами СССР товарища Сталина (1945 г.), медали: «За отвагу» (1945 г.), «За победу над Германией в Великой Отечественной войне 1941—1945 гг.» (1945 г.), «За победу над Японией» (1945 г.).

## Детство
Богатищев Василий Иванович родился в казачьей деревне Богатищево, Карачевского района Орловской области 9 января 1926 года. Отец Богатищев Иван Иванович 1900 г., мать Богатищева (Тулякова) Екатерина Васильевна 1905 г.. Кроме Василия в семье Богатищевых родились: в 1929 году Александра и Нина, в 1933 г. — Анна, а в 1937 г. — Мария. В начале 1933 года в СССР проходил «оргнабор» рабочих на стройки народного хозяйства и отец уехал работать на строительство «Бежицкого хлебокомбината» Брянской области.
В 1934 году «Бежицкий хлебокомбинат» был введен в строй и Ивану Ивановичу предложили ответственную и высоко оплачиваемую должность пекаря. В 1941 году пятнадцатилетний Василий успешно закончил семь классов Горской неполной средней школы и осенью должен был продолжить учёбу в средней общеобразовательной школе.

## Великая Отечественная война
На рассвете 22 июня 1941 года без объявления войны германские войска напали на СССР. Иван Иванович был направлен на ускоренные курсы специалистов подрывного дела в «Школу по подготовке противопожарных кадров» находящейся в поселке Стрелецкий Орловской области. После окончания курсов был назначен на должность пожарного одного из подразделений, находящихся в подчинении НКГБ. Эти подразделения отвечали за подготовку и уничтожение промышленных предприятий оборонного значения, на случай оставления врагу территории Брянской области.

## Оккупация
30 сентября 2-я танковая армия Гейнца Гудериана перешла в наступление и 3 октября ворвалась в Орел, который находился в глубоком тылу Брянского фронта. 6 октября фашисты с тыла захватили Брянск. Западнее Вязьмы были окружены и уничтожены четыре армии советских войск, в состав которых входили 37 стрелковых дивизий, 10 танковых бригад и 31 артиллерийский полк. Около 380 тысяч солдат погибли, а 600 тысяч взяты в плен.
Личный состав «брянских противопожарных подразделений», ценой собственной жизни выполнил боевой приказ, и «спецмероприятия» были осуществлены в полном объёме. Сигнал об уничтожении мостов поступил только тогда, когда танки Гудериана были уже в прямой видимости. Многие сотрудники «противопожарной охраны» погибли, а часть попала в плен. При первой же возможности группа «противопожарников», в которую входил Иван Иванович, совершила удачный побег. Пробираться по оккупированной врагом территории приходилось ночью. Местные жители делились продуктами и помогли переодеться в гражданскую одежду. Появление Ивана Ивановича в родной деревне ни у кого не вызвало подозрения. Все знали, что он строил Бежецкий хлебокомбинат и после его ввода в эксплуатацию стал работать пекарем, а в последнее время служил рядовым пожарником. Имея резцы по дереву и набор стамесок, он организовал семейное производство по изготовлению деревянных ложек. Особенно изящными, выполненными с высоким художественным мастерством получались наборы миниатюрных чайных и десертных ложек из вишневого дерева. Оккупационные власти не препятствовали развитию частного бизнеса и для реализации продукции оформили «Ausweisdokument» (Удостоверение). Когда Василию исполнилось шестнадцать лет, он стал высоким, крепким юношей и его приходилось прятать от глаз оккупантов летом в лесу, а зимой на чердаке.

## Освобождение
В ходе успешно проведенной Орловской стратегической наступательной операции «Кутузов», 5 августа 1943 года был освобожден Орел, 15 августа — Карачев, а 18 августа войска Красной армии подошли к Брянску. Вернувшихся домой людей ожидали сожженные дома с одиноко стоящими печными трубами. За несколько дней Иван Иванович и Василий построили для семьи землянку и вдвоем ушли на призывной пункт в Хотынецкий РВК.

## Призывник. Преподаватель военного дела
23.08.1943 отец Василия был призван на фронт. Через месяц, в первом бою, он был тяжело ранен, а в марте 1945 года награждён медалью «За отвагу». Из наградного листа: «В бою за Австрийский населенный пункт Рафенштайн проявил образцы мужества и отваги, чем способствовал успеху боя роты…»..
Семнадцатилетнего Василия Ивановича, Хотынецкий военкомат направил в начальную школу Пятницкого сельсовета Хотынецкого района преподавателем военного дела (военруком).

## Участие в боях и походах

### Курсант
9 ноября 1943 года, за два месяца до совершеннолетия, Василий был призван на военную службу и направлен на годичные курсы в 62-й отдельный учебный стрелковый полк. Полк дислоцировался на станции Хоботово Тамбовской области. В декабре 1943 года в числе курсантов-добровольцев принял боевое крещение при ликвидации диверсионно-разведывательной группировки врага в лесах под Брянском. Эта операция стала завершающей стадией радиоигры советской контрразведки.

### Висло-Одерская наступательная операция
По окончании учебных курсов, в ноябре 1944 года, присвоено звание сержант и военная специальность наводчик 76-мм дивизионной пушки образца 1942 года (ЗИС-3). 2 декабря 1944 года откомандирован в 978 истребительно-противотанковый артиллерийский полк (ИПТАП), резерв Верховного Главного Командования, в/ч 52317 «Б». С 12 января по 3 февраля 1945 года 978 ИПТАП принял участие в Висло-Одерской стратегической наступательной операции на территории Польши. Самые тяжелые бои развернулись с 18 по 23 февраля 1945 года при ликвидации группировки немецких войск, окруженных в городе, — крепости Познань. Неприступная крепость с её восемнадцатью фортами, находящимися под землей. Решающую роль в штурме крепости сыграли артиллеристы 978 ИПТАП. В Книжке красноармейца, восемнадцатилетнего артиллериста Богатищева Василия Ивановича, в графе «Участие в боях и походах» появилась запись: «Участвовал в ликвидации немецкой группировки с 11.12.1944 по 5.02.1945». За участие в уничтожении подразделения противника, пытающегося вырваться из окружения, и личное огневое поражение танка типа «Тигр» наводчик 76-мм пушки ЗиС-3 сержант Богатищев В. И. представлен к награждению орденом Красной Звезды. Но в связи с передислокацией и переподчинением полка его наградные документы, как и наградные документы многих других красноармейцев, затерялись. Безвозвратные потери частей и соединений Красной армии в боях за Познань составили 4 887 человек. Подойдя к границе с Германией, 978 ИПТАП был выведен из боев и погружен в эшелоны, которые пошли на восток.

### Советско-японская война
К августу 1945 года подготовка к Маньчжурской стратегической операции закончилась. Советское командование сосредоточило на Дальнем Востоке три фронта: Забайкальский — командующий маршал Р. Я. Малиновский, 1-й Дальневосточный — командующий маршал К. А. Мерецков и 2-й Дальневосточный — командующий М. А. Пуркаев.
978 ИПТАП находился в составе 39 армии под командованием генерал-полковника Людникова И. И., которая была включена в состав Забайкальского фронта и сконцентрировалась на Китайско-монгольской границе. Перед тремя армиями стояли задачи: разгромить японскую Квантунскую армию, занять Маньчжурию, северную Корею и уничтожить военные базы Японии на Азиатском континенте. 9 августа началась фронтовая Хингано-Мукденская операция. Войска 39 армии разгромили 3-ю фронтовую Квантунскую армию и подошли к перевалам Большого Хингана. На пути стоял неприступный Халун-Аршанский укрепрайон, протяженностью 60 километров. В укрепрайон входило около 700 многоэтажных железобетонных подземных оборонительных сооружений с бронированными огневыми позициями. Глубоко под землей японцы разместили казармы, штабы, убежища, узлы связи, электростанции и другие объекты длительного жизнеобеспечения. Массированные бомбовые удары 6-го бомбардировочного авиационного корпуса не принесли желаемых результатов. И только артиллерийское наступление 76-мм дивизионных пушек (ЗИС-3), переломило ситуацию. Стрельба велась прямой наводкой, прицельным огнем по амбразурам бронированных долговременным оборонительных сооружений противника, так же как и при штурме крепости Познань в Польше. Снайперская точность привела к огневому поражению целей, сломила сопротивление врага и вынудила японский гарнизон капитулировать. За проявленные мужество, героизм и умелые действия при взятии Халун-Ашанского укрепрайона, в Книжке красноармейца, наводчика 76-мм пушки сержанта Богатищева появилась запись «Благодарность Верховного Главнокомандующего Вооруженными силами СССР товарища Сталина», считавшаяся одной из самых высоких боевых наград того времени. Армия с боями вышла на оперативный простор, продолжая развивать наступление, и захватила Улан-Хото и Солунь. 19 августа освободила Мукден. Отдельные разрозненные группы японских солдат, бежавших из укрепрайона, и недобитые части, отступившие с границы, оказывали сопротивление. Из Приказа № 03/н по 978 ИПТАП от 20.08.1945 г.: "Сержант Богатищев В. И. в бою за ст. Балтай возглавил группу бойцов, вступил в бой и уничтожил 10 японских солдат. За образцовое выполнение заданий командования на фронте борьбы с японскими империалистами и проявленные при этом доблесть и мужество наградить медалью «За отвагу».
20 августа взят Чанчунь и 39-я армия победоносно вошла на Квантунский полуостров. 21 августа захвачен город-порт Дальний (Далянь), а 22 августа войска 39-й армии подошли к военно-морской базе Порт-Артур (Люйшунь), которая к этому времени уже находилась в руках советского десанта. К 25 августа части 39-й армии полностью освободили Ляодунский (Квантунский) полуостров.

## Служба в Китае
Советские фронты преобразуются в военные округа — Забайкальско-Амурский, Дальневосточный и Приморский. Приморский военный округ был образован по директиве Ставки Верховного Главнокомандующего № 11128 от 10 сентября 1945 года и действовал с 1945 по 1953 гг. 39 армия и входящий в неё 978 ИПТАП переданы в Приморский военный округ и продолжили обеспечивать безопасность арендованного у Китая Ляодунского (Квантунского) полуострова.
В один из предрассветных часов к старшему сержанту Богатищеву, исполняющему обязанности старшины артиллерийского дивизиона, прибыл посыльный с наблюдательного поста, входившего в систему противодесантной обороны берега. Из его донесения установлено, что к пустынному берегу в предрассветной темноте, прячась за прибрежные валуны, приближается лодка с двумя гребцами. По прибытии на место, информация посыльного подтвердилась. Заняв скрытую позицию, дождались приближения лодки и задержали гребцов. Пленными оказались японские офицеры, выполняющие задание по рекогносцировке местности для вывоза оружия, боеприпасов и боевой экипировки, находящихся в замаскированном подземном бункере рядом с берегом. В подземном складе обнаружили тысячи единиц оружия, боеприпасов и амуниции, которые несколько дней вывозили машинами. За умелые действия при пленении японских офицеров, обладающих ценной информацией, ст. сержант Богатищев во второй раз был представлен к ордену Красной Звезды, но так же, как и в Польше, наградные документы затерялись.
В условиях, приближенных к боевым, личный состав 978 ИПТАП постоянно совершенствовал военное мастерство и боевые навыки, готовясь к любому развитию событий.
В 1945 году из дома пришла печальная весть о гибели в железнодорожной катастрофе отца, который к этому времени уже демобилизовался и находился в Орле. На основании Постановления Совета Министров СССР от 28 января 1950 года «О демобилизации» старший сержант Богатищев Василий Иванович уволен в запас 10 октября 1950 года.

## Послевоенные годы
Окончив среднюю общеобразовательную школу, получив диплом техника почтовой связи, работал заместителем начальника Службы специальной связи при ПТУС (производственно-техническое управление связи) Орловской области. После принятия Советом Министров СССР Постановления о создании Управления фельдъегерской службы при Министерстве связи СССР с сохранением лиц начальствующего состава в кадрах МВД СССР и принятия в 1968 году решения об открытии отделения фельдсвязи в Орле, назначен первым начальником отделения фельдъегерской службы Орловской области. В короткий срок сумел укомплектовать подразделение надежными офицерами-фельдъегерями, организовал служебно-боевое обучение сотрудников и обеспечил надежную работу материально-технической базы вновь созданного подразделения. Основным направлением службы была доставка важных, секретных документов центральных партийных органов, правительственных учреждений, режимных объектов оборонного значения, Министерства обороны и государственных комитетов при Совете министров СССР. Приказом начальника УФС при Министерстве связи СССР генерал-лейтенанта внутренней службы Бориса Ивановича Краснопевцева (1949 −1983), как высококвалифицированный специалист связи, принял участие в разработке Положения «О фельдъегерской службе СССР». Фельдъегерские маршруты охватили не только весь Советский Союз, но и прошли по территории стран Европы, Азии, Африки и Латинской Америки. В условиях увеличения объёма задач, выполняемых личным составом, отделение было преобразовано в крупный отдел фельдсвязи Орловской области. Двадцать лет ОФС Орловской области являлся лучшим в системе УФС при Министерстве связи СССР и носил звания «Отличного подразделения», «Коллектива высокой культуры производства», «Коллектива коммунистического труда». По результатам службы подразделение ежегодно одерживало победы в общесоюзных смотрах-конкурсах отделов фельдсвязи, и в течение двадцати лет «Переходящий Красный вымпел» постоянно находился в Орловском ОФС. За победу в соревновании среди трудовых коллективов Орловской области отделу на вечное хранение передано «Юбилейное Красное знамя». Эти награды хранятся в музее отдела Государственной фельдъегерской службы Орловской области. В настоящее время у этих реликвий молодые фельдъегеря принимают торжественную Присягу на верность Родине. Полковник Богатищев был приглашен в Москву для участия в церемонии награждения Управления фельдъегерской связи при Министерстве связи СССР почетным Красным знаменем от имени ЦК КПСС, Президиума ВС СССР и Совмина СССР. Он был представителем сотрудников фельдъегерской службы Советского Союза и принял Красное знамя из рук представителей ЦК КПСС, Президиума ВС СССР и Совмина СССР.

## Награды

### Министерства обороны СССР
- Кавалер Ордена Отечественной войны II степени (1985)
- Благодарность Верховного Главнокомандующего вооруженными силами СССР товарища Сталина (1945)
- Медаль «За отвагу»(1945)
- Медаль «За победу над Германией в Великой Отечественной войне 1941—1945 гг.» (1945)
- Медаль «За победу над Японией» (1945)
- Медаль «30 лет Советской армии и флота» (1948)
- Медаль «20 лет победы над Германией» (1965)
- Знак «25 лет победы в Великой Отечественной войне» (1975)
- Медаль «50 лет Вооруженных сил СССР» (1967)
- Медаль «50 лет Победы в Великой Отечественной войне» (1995)
- «Медаль Жукова» (1996)
- Медаль «60 лет Победы в Великой Отечественной войне 1941—1945 гг.» (2005)
- Нагрудный знак «Отличный артиллерист» (1945)
- Благодарственное письмо на Родину (1950)
- За образцовое выполнение заданий командования и проявленные при этом мужество и героизм награждён двумя десятидневными отпусками на Родину, без учёта месяца нахождения в пути (1946 и 1950)
- В 1946 году — отпуском на Родину, командир орудия старший сержант Богатищев награждён лично командующим артиллерией 39-й армии генерал-полковником Бажановым Юрием Павловичем «За умелый расчет исчисленных установок с учётом индивидуальных поправок и огневое поражение трех целей тремя артиллерийскими ударами»

### Министерства связи СССР
- Присвоена высшая специальная квалификация «Мастер связи СССР»
- Министерством связи СССР и ЦК профсоюзов работников связи Нагрудный знак «Победитель социалистического соревнования» (1976, 1977)
- Медаль «100 лет со дня рождения Ленина 1870—1970 (За доблестный труд)» (1970)
- Медаль «Ветеран труда» (1984)
- Семь Почетных грамот Министерства связи СССР за личной подписью министров связи СССР Псурцева Н. Д. (1948—1975), Талызина Н. В. (1975—1980) и Шамшина В. А. (1980—1989)

### Управления фельдъегерской службы при Министерстве связи СССР
- Нагрудный знак «Отличник фельдъегерской службы МС СССР» (1971)
- «Отличник службы» (1972)
- Памятный знак «70 лет советской фельдъегерской связи» (1988)
- Нагрудный знак «Ветеран фельдъегерской службы» с занесением в общесоюзную книгу ветеранов фельдъегерской службы навечно (1989)
- Нагрудный знак «75 лет фельдъегерской связи Российской Федерации» (1993)
- Настольная юбилейная медаль «200 лет Российской фельдъегерской связи» (1996)
- Крест «За заслуги» (2005)
- Медаль «За усердие» I степени (2005)
- Нагрудный знак ФС «210 лет фельдъегерской связи» (2006)
- Восемь Почетных грамот УФС при Министерстве связи СССР подписанные начальниками Управления: генерал-лейтенантом Краснопевцевым Б. И. (1949—1983), генерал-лейтенантом Бредихиным Б. А. (1983—1986) и полковником Поповым Г. Р. (1986—1991)

### Министерства Внутренних Дел СССР
- Медаль «За безупречную службу» I, II и III степеней (1971, 1976, 1982)
- Медаль «200 лет МВД России» (2002)

## Фотогалерея

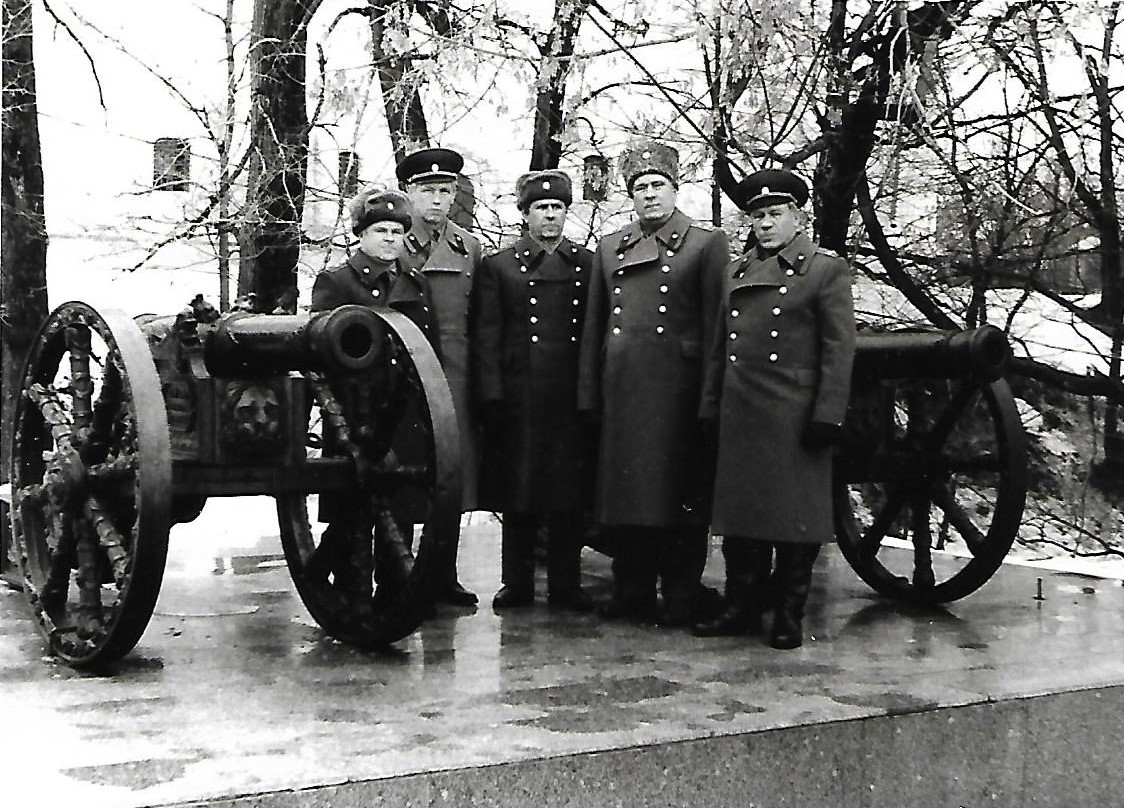
Богатищев В. И. (второй справа) с руководителями фельдсвязи у орудий 1812 г., Смоленская крепость

## Память
- «Дорога памяти» — галерея фотографий участников Великой Отечественной войны в Главном Храме Вооруженных Сил России, парк «Патриот» в Москве. Архивная копия от 23 мая 2021 на Wayback Machine
- Интернет — портал Министерства Обороны РФ «Память народа» Архивная копия от 23 мая 2021 на Wayback Machine
- Экспозиция музея отдела фельдсвязи Орловской области.
- На вечно занесен в общесоюзную книгу ветеранов фельдъегерской службы УФС РФ.
- Мемориальный комплекс на воинских захоронениях Свято-Троицкого кладбища города Орла.
- «1000 лет в строю» автор С. В. Богатищев.-Орел: Изд. "Типогр. «Труд»,2020.